# Cekaneț, Kiustendil
Cekaneț (în bulgară Чеканец) este un sat în comuna Nevestino, regiunea Kiustendil,  Bulgaria. 

## Demografie
Componența etnică a satului Cekaneț
     Nicio identificare (100%)
     Altele (0%)
La recensământul din 2011, populația satului Cekaneț era de 1 locuitori. . Pentru 100,0% din locuitori nu este cunoscută apartenența etnică.